# Initramfs

initramfs(초기 램 파일 시스템, initial RAM file system의 준말)는 초기 파일 시스템의 Cpio 아카이브이며, 리눅스 시작 프로세스가 실행될 때 메모리에 로드된다. 루트 파일시스템에 리눅스 커널이 마운트되고, 이것으로 인해 초기화 프로세스가 시작된다. 이것은 실제 루트 파일 시스템이 로딩되기 몇 개의 태스크 이전에 완료된다. 그러므로 초기 램 파일 시스템은 모든 장치 드라이버를 포함하고, 실제 루트 파일시스템을 마운트하는 도구를 가질 것을 요구한다.
초기 램 파일 시스템은 데이터를 읽을 때 복잡한 장치 드라이버를 필요로하는 대용량 저장소(특히, 암호화 파일 시스템)의 드라이버가 그 저장소 안에 있을 때 발생하는 '달걀이 먼저냐-계란이 먼저냐' 문제를 해결하는 한가지 방법이다

## 같이 보기
- cramfs
- dracut
- 리눅스 시작 프로세스
- RAM에서 실행되는 리눅스 배포판 목록
- udev